# 竹谷富士雄
竹谷 富士雄（たけや ふじお、1907年12月13日 - 1984年5月5日）は、日本の洋画家。

## 来歴
新潟県中蒲原郡に生まれる。1931年に法政大学経済学部を卒業する。1932年に渡欧し、ベルリンに半年滞在した後、翌年パリに移り、シャルル・ブラン研究所、後半林武のアトリエに通う。1935年に帰国し、1936年に第23回二科展で「姉妹」が初入選、この年藤田嗣治に師事する。1937年に第24回二科展で「夏」が特待賞、1940年に第27回二科展で「壷つくりの女」は佐分賞を受賞し会友に推挙される。しかし、1941年に師の藤田嗣治の二科会退会に従い同じく二科を退会する。新制作派協会に転じ、1942年に第7回展「休む男」等3点、1943年に第8回展「働く男」が共に新作家賞を受賞、早くも会員に推挙される。
1961年にフランスに渡り、イタリアを回って翌年帰国、同年の第26回新制作展に「坂のある町(シャトル)」などを出品する。1966年に第5回国際形象展で愛知県美術館賞を受賞、1969年に再び渡仏し1976年に帰国するまでパリにアトリエを構えた。また多くの新聞小説の挿絵を担当し、挿絵画家としても知られた。

## 作風
フランスの街景や田園風景をモチーフに好み、穏やかで繊細な色調と油彩の重厚さを押えたパステル調の叙情的な作風で知られる。

## 参考
- 20世紀日本人名事典「竹谷富士雄」
- 東文研アーカイブデータベースｰ「竹谷富士雄」
- 日本人名大辞典+Plus「竹谷富士雄」